# Anzin-Saint-Aubin
Anzin-Saint-Aubin település Franciaországban, Pas-de-Calais megyében. Lakosainak száma 2833 fő (2022. január 1.). Anzin-Saint-Aubin Neuville-Saint-Vaast, Marœuil, Sainte-Catherine, Arras és Duisans községekkel határos.

## Népesség
A település népességének változása:
| Lakosok száma | 2706 | 2739 | 2842 | 2742 | 2773 | 2751 | 2778 | 2806 | 2833 |
|               | 2013 | 2015 | 2016 | 2017 | 2018 | 2019 | 2020 | 2021 | 2022 |